# Marmota flaviventris
Espèce
Statut de conservation UICN

 LC  : Préoccupation mineure
Répartition géographique
La Marmotte à ventre jaune ou à ventre fauve (Marmota flaviventris) est une espèce de rongeurs de la famille des Sciuridae qui vit dans les étages subalpins des montagnes d'Amérique du Nord.

## Morphologie
Ce grand rongeur de 46 à 70 cm de long a une fourrure brun-jaune sur le dos et beige-jaune sur le ventre et la gorge. Certains individus présentent une tache blanche entre les yeux ou de chaque côté de la truffe.

## Comportement
Animal diurne, cette marmotte possède un cri d'alarme répétitif et haut perché permettant de prévenir la communauté de l'approche d'un prédateur.

## Habitat / Répartition
On trouve cette marmotte au niveau des prairies de l'étage subalpin de l'ouest des États-Unis et du sud-ouest du Canada, dont dans les montagnes Rocheuses et la Sierra Nevada, de 2000 à 3 600 m d'altitude.

Cette marmotte apprécie les habitats ouverts où elle peut surveiller de loin l'arrivée d'éventuels prédateurs : zones steppiques et prairies garnies de rocaille, pierriers (champs d'éboulis et autres habitats ouverts, parfois en lisière de forêts de feuillus ou de conifères.

## Territorialité
La marmotte est un animal territorial. Le territoire d'une famille de marmotte est de 4 à 7 acres (2 à 3 ha) répartis autour d'un certain nombre de terriers d'été.

Les Marmottes creusent volontiers leurs terriers sous les pierres où elles sont mieux protégées des prédateurs

## Prédateurs
Les principaux prédateurs de la marmotte sont les loups, ours, renards, coyotes, certains grands rapaces et les humains.

Quand une marmotte aperçoit un prédateur, elle siffle pour avertir les autres marmottes de la même zone (ce qui lui a donné en Amérique du nord le surnom de « cochon de sifflet »). Ensuite, elle se cache généralement dans un terrier ou dans l'amas de roches le plus proche.

## États des populations, menaces
La marmotte a bénéficié d'un statut d'espèce protégée et du fait qu'elle vit dans des régions peu habitées. De plus, c'est une des espèces de l'habitat subalpin dynamique qui pourraient, au moins provisoirement et dans un premier temps, bénéficier du réchauffement climatique qui explique selon des chercheurs l'augmentation récente des populations et de son aire de répartition ). Les dérèglements climatiques récents se traduisent par des changements phénologiques, de traits morphologiques et de dynamique des populations pour de nombreuses espèces.

La marmotte à ventre jaune est une des espèces qui a servi à étudier les liens entre réponses (phénotypiques et démographiques) des espèces et changements climatiques, sur la base d'un suivi de 1976 à 2008. Les chercheurs ont constaté que la fin de l'hibernation de la marmotte est plus précoce, de même que le sevrage des jeunes, et que ces deux facteurs ont permis une saison de croissance plus longues et une masse corporelle plus élevée à l'entrée en hibernation. Le changement phénotypique (marmottes plus grosses et lourdes) s'accompagne d'une moindre mortalité des adultes, qui a permis une brusque augmentation de taille de la population dans les années 1990-2000 . Par contre la rareté des grands prédateurs (avec pour conséquences une moindre pression sélective) et la tendance à la remontée en altitude des tiques (qui semblent également favorisées par le réchauffement) pourrait à terme exposer ces populations à de nouveaux risques sanitaires et éco-épidémiologiques.